# OK Liga Femenina 2023-24
La temporada 2023-24 de la OK Liga Femenina de hockey patines es la 16.ª edición de la máxima competición de hockey sobre patines femenino en España. La organiza la Real Federación Española de Patinaje

## Equipos
| Equipo                             | Pabellón                            | Localidad                |
| ---------------------------------- | ----------------------------------- | ------------------------ |
| Generali Palau de Plegamans        | Maria Víctor                        | Palau-solità i Plegamans |
| CP Vila-sana Coop D'Ivars          | Pabellón de Deportes                | Vilasana                 |
| Telecable HC                       | Pabellón de Deportes Mata-Jove      | Gijón                    |
| Martinelia Manlleu                 | Pabellón de Deportes                | Manlleu                  |
| CP Esneca Fraga                    | Pabellón Multiusos del Sotet        | Fraga                    |
| CP Voltregà Movento Stern          | Victorià Oliveras de la Riva        | San Hipólito de Voltregá |
| Lidergrip Mataró                   | Poliesportiu Municipal Jaume Parera | Mataró                   |
| Solideo PHC Sant Cugat             | Pabellón Municipal                  | San Cugat del Vallés     |
| Cerdanyola CH Feníe Energía        | Can Xarau                           | Sardañola del Vallés     |
| Igualada Femení Hoquei Club Patins | Les Comes                           | Igualada                 |
| Club Patín Las Rozas               | Pabellón Municipal                  | Las Rozas                |
| Bembibre Hockey Club               | Bembibre Arena                      | Bembibre                 |
| CP Alcobendas                      | Polideportivo José Caballero        | Alcobendas               |
| Hockey Club Coruña                 | Palacio de los Deportes de Riazor   | La Coruña                |

## Clasificación

### Liga regular
La participación en la Copa de Europa de hockey sobre patines femenino el equipo Campeón de la OK Liga Femenina, el equipo Campeón de la Copa de S.M. La Reina y el equipo Campeón de la Copa de Europa de hockey sobre patines femenino, si fuera español. El resto de plazas, para participar en la FEMALE LEAGUE CUP, se adjudicarán a través de la clasificación final de la OK Liga Femenina (finalización de los Play Off) hasta completar las 4 plazas que el WSE otorga a la R.F.E.P.. 
Y en cuanto al descenso, los equipos clasificados en 12ª, 13ª y 14ª posición descenderán a OK Liga Plata Femenina o Primera Nacional Catalana Femenina.
|                                                                   | Equipo                         | Puntos | J  | G  | E | P  | GF  | GC  | DG   |
| ----------------------------------------------------------------- | ------------------------------ | ------ | -- | -- | - | -- | --- | --- | ---- |
| 1                                                                 | Generali HC Palau de Plegamans | 70     | 26 | 23 | 1 | 2  | 130 | 20  | 110  |
| 2                                                                 | Telecable HC                   | 67     | 26 | 22 | 1 | 3  | 95  | 31  | 64   |
| 3                                                                 | CP Esneca Fraga                | 59     | 26 | 18 | 5 | 3  | 94  | 35  | 59   |
| 4                                                                 | CP Vila-sana Coop D'Ivars      | 56     | 26 | 17 | 5 | 4  | 113 | 40  | 73   |
| 5                                                                 | Martinelia CP Manlleu          | 41     | 26 | 13 | 2 | 11 | 71  | 59  | 12   |
| 6                                                                 | HC Coruña                      | 37     | 26 | 10 | 7 | 9  | 64  | 55  | 9    |
| 7                                                                 | CP Voltregà Movento Stern      | 37     | 26 | 10 | 7 | 9  | 66  | 62  | 4    |
| 8                                                                 | Cerdanyola CH Fenie Energía    | 35     | 26 | 11 | 2 | 13 | 83  | 99  | -16  |
| 9                                                                 | Lidergrip CH Mataró            | 32     | 26 | 10 | 2 | 14 | 59  | 73  | -14  |
| 10                                                                | Solideo PHC Sant Cugat         | 29     | 26 | 9  | 2 | 15 | 53  | 70  | -17  |
| 11                                                                | Bembibre HC                    | 27     | 26 | 8  | 3 | 15 | 47  | 77  | -30  |
| 12                                                                | CP Las Rozas                   | 23     | 26 | 6  | 5 | 15 | 54  | 103 | -49  |
| 13                                                                | Igualada Femení Grupo Guzmán   | 10     | 26 | 2  | 4 | 20 | 32  | 103 | -71  |
| 14                                                                | CP Alcobendas                  | 0      | 26 | 0  | 0 | 26 | 24  | 158 | -134 |
| Fuente: Federación Española de Patinaje; actualización automática |                                |        |    |    |   |    |     |     |      |

### Playoff
Todas las eliminatorias y final se jugarán al mejor de tres (3) partidos. El factor cancha lo tendrá siempre el equipo mejor clasificado en Liga Regular (primero fuera y otros dos en casa).
|  | Semifinales                       | Semifinales                       | Semifinales                       | Semifinales                       | Semifinales                       |   |     | Final                          | Final                   | Final                   | Final                   |  |
|  | 25 de mayo, 31 de mayo 4 de junio | 25 de mayo, 31 de mayo 4 de junio | 25 de mayo, 31 de mayo 4 de junio | 25 de mayo, 31 de mayo 4 de junio | 25 de mayo, 31 de mayo 4 de junio |   |     | 8 de junio, 13 de junio        | 8 de junio, 13 de junio | 8 de junio, 13 de junio | 8 de junio, 13 de junio |  |
|  |                                   |                                   |                                   |                                   |                                   |   |     |                                |                         |                         |                         |  |
|  |                                   |                                   |                                   |                                   |                                   |   |     |                                |                         |                         |                         |  |
|  | 1.º                               | Generali HC Palau de Plegamans    | 1                                 | 2                                 | 2                                 |   |     |                                |                         |                         |                         |  |
|  | 1.º                               | Generali HC Palau de Plegamans    | 1                                 | 2                                 | 2                                 |   |     |                                |                         |                         |                         |  |
|  | 4.º                               | CP Vila-sana Coop D'Ivars         | 3                                 | 0                                 | 1                                 |   |     |                                |                         |                         |                         |  |
|  | 4.º                               | CP Vila-sana Coop D'Ivars         | 3                                 | 0                                 | 1                                 |   | 1.º | Generali HC Palau de Plegamans | 7                       | 2                       |                         |  |
|  |                                   |                                   |                                   |                                   |                                   |   | 1.º | Generali HC Palau de Plegamans | 7                       | 2                       |                         |  |
|  |                                   |                                   | 3.º                               | CP Esneca Fraga                   | 2                                 | 1 |     |                                |                         |                         |                         |  |
|  | 2.º                               | Telecable HC                      | 3.º                               | CP Esneca Fraga                   | 2                                 | 1 | 2   | 4 (1)                          |                         |                         |                         |  |
|  | 2.º                               | Telecable HC                      |                                   |                                   |                                   |   | 2   | 4 (1)                          |                         |                         |                         |  |
|  | 3.º                               | CP Esneca Fraga                   | 5                                 | 4 (4)                             |                                   |   |     |                                |                         |                         |                         |  |
|  | 3.º                               | CP Esneca Fraga                   | 5                                 | 4 (4)                             |                                   |   |     |                                |                         |                         |                         |  |
|  |                                   |                                   |                                   |                                   |                                   |   |     |                                |                         |                         |                         |  |